# Jyderup Erhvervsrettede Grundskole
Jyderup Erhvervsrettede Grundskole var et kollegium. 
Entreprenørfirmaet Larsen & Nielsen gik lige før påsken 1978 i gang med at rejse elementerne til det nye kollegium, der skulle huse 148 kostskoleelver på den erhvervsrettede grundskole. Den erhvervsrettede grundskole indrettedes i de forhenværende fabriksbygninger, hvor der samles elever på 8-10 klassetrin, der ud over de obligatoriske fag – identisk med de der undervises i på Jyderup Realskole – kan blive grundigt sat ind i seks hovederhvervsområders arbejdsgang og problematikker.
Bygningerne, som tidligere hørte til Jyderup Realskole, er i dag (2012) Statsfængslet i Jyderup.